# Eupithecia toshimai
Eupithecia tenuisquama là một loài bướm đêm trong họ Geometridae.